# Shiloh (Illinois)
Shiloh – wieś w Stanach Zjednoczonych, w stanie Illinois, w hrabstwie St. Clair.